# Шелепов Петро Омелянович
Петро Омелянович Шелєпов (1920—1983) — стрілець 109-го гвардійського стрілкового полку 37-ї гвардійської стрілецької дивізії 65-ї армії 2-го Білоруського фронту, гвардії червоноармієць. Герой Радянського Союзу (1945).

## Біографія
Народився у селянській родині села Богдано-Вербки (нині село Петропавлівського району Дніпропетровської області. Закінчив сім класів і працював у колгоспі.
Під час Великої Вітчизняної війни червоноармієць Шелепов 20 квітня 1945 року брав активну участь у форсуванні річки Західна Одра у селі Колбасково (на південно-західній стороні від міста Щецин). Самовідданою відвагою солдат забезпечив переправу та форсування основним силам 109-го гвардійського стрілецького полку.
Нагороджений орденами Леніна, Червоної Зірки та медалями.